# Memory
"Memory", muitas vezes erradamente referido como "Memorys", é uma canção do musical Cats de Andrew Lloyd Webber cantada pelo personagem Grizabella, uma gata glamour que lembra de seus velhos tempos de glória quando era jovem. A canção é uma lembrança nostálgica de seu passado glorioso e uma declaração de seu desejo de começar uma nova vida. É cantada brevemente no primeiro ato e completamente perto do final do show, "Memory" é o clímax do musical, e de longe a sua canção mais popular e bem conhecida. Os autores, Lloyd Webber e Nunn receberam o Ivo Novello Award em 1981 de Melhor Canção Musicalmente e Liricamente.

## Concepção e Composição
A letra, escrita pelo diretor Cats, Trevor Nunn, foi baseado nos poemas de T.S. Eliot "Preludies" 's e "Rhapsody on a Windy Night". Ex-parceiro de Lloyd Webber na escrita, Tim Rice e o colaborador contemporânep Don Black, apresentaram uma letra para os produtores do show, para apreciação, mas a versão de Nunn foi favorecida. Elaine Paige disse que ela cantou uma letra diferente para a melodia de Memory nas dez primeiras prévias de Cats.
Lloyd Webber, temendo que a música soava muito semelhante a uma obra de Puccini, e da abertura - o tema principal do assombro - também se assemelha à flauta de solo (improvisada por Bud Shank no estúdio) de California Dreamin de The Mamas & the Papas, pediu opinião de seu pai. De acordo com Lloyd Webber, seu pai respondeu: "Parece que um milhão de dólares!". 
Antes de sua inclusão em Cats, a melodia foi ouvido em projetos anteriores de Lloyd Webber, incluindo em uma balada de Perón em Evita e como uma música para Max em seu projeto original de Sunset Boulevard nos anos 70.
Em sua orquestração original o clímax da canção está na chave de D-flat major, favorita do compositor.

## Covers
A canção foi cantada e regravada por Nicole Scherzinger , Barbra Streisand, Susan Boyle, Hayley Westenra, Celine Dion, Lea Salonga, Chris Colfer, Sarah Brightman, Michael Ball, Barry Manilow, Banda Epica e muitos outros.